# Heraclides Ponticus
Heraclides Ponticus (Oudgrieks: Ηρακλείδης ο Ποντικός, Ierakleidos o Pontikos) (ca. 387 - ca. 312 v.Chr.) was een Grieks astronoom en filosoof die leefde in Heraclea in Klein-Azië (het huidige Eregli in Turkije).
Hij was als jongeling naar de Academie in Athene gestuurd door zijn vader Euthyphron, een rijke edelman.
Hij kwam zo in aanraking met de theorieën van Plato en zijn opvolger Speusippos. Hij studeerde ook een tijd bij Aristoteles. Toen Plato in 365 v.Chr. naar Sicilië vertrok, liet hij zijn leerlingen onder de hoede van Heraclides.
Plato had de cirkelbeweging van de planeten gepromoot, maar deze theorie leek in de praktijk niet perfect te zijn. Heraclides stelde, door eigen observaties, als oplossing voor om Venus en Mercurius niet rond de aarde te doen draaien, maar rond de zon. De overige planeten liet hij wel rond de aarde draaien. Sommigen hebben hieruit willen opmaken dat hij aan de oorsprong stond van de heliocentrische theorie. Nu wordt aangenomen dat hij in feite een geocentrisch model vooropstelde waarin Venus en Mercurius rond de zon draaien en de zon, op zijn beurt, samen met de Maan en de andere planeten (Mars, Jupiter en Saturnus) om de aarde draait. Deze theorie werd later nieuw leven ingeblazen door Tycho Brahe.
Daarnaast zou hij de eerste zijn die de theorie vooropstelde dat de aarde eenmaal per dag om zijn as draaide.
Zijn theorieën zijn verder toegepast door Aristarchus die alle planeten rond de zon liet draaien. Dit leidde tot het heliocentrisch model van Nicolaas Copernicus.
Er doen verhalen de ronde dat Heraclides Ponticus een ijdele en pompeuze man was. Hij was dan ook regelmatig het mikpunt van spot. Maar hij was een veelzijdige en productieve auteur, met werken over filosofie, wiskunde, fysica, geschiedenis, muziek, grammatica en retorica.